# Gymnophaps
Gymnophaps is een geslacht van vogels uit de familie duiven (Columbidae).

## Soorten
Het geslacht kent de volgende soorten:
- Gymnophaps albertisii – Nieuw-Guinese bergduif
- Gymnophaps mada – Burubergduif
- Gymnophaps solomonensis – Salomonsbergduif
- Gymnophaps stalkeri – Cerambergduif